# 액션히어로
액션히어로(Action hero)는 액션 영화 또는 그 외의 다양한 오락 매체에서 주인공으로 등장하는 인물이다. 주로 액션, 모험, 그리고 종종 폭력을 중심으로 한 이야기를 전개한다.
박진감 넘치고 위험한 추격 장면, 격투, 총격전, 폭발, 스턴트 장면 등에 등장하는 인물로 묘사된다. 이와 같은 유형의 주인공은 액션 영화 외에도 해적 영화, 서부극, 고전 라디오 드라마, 모험 소설, 다임 노블, 펄프 매거진, 민속 설화 등 다양한 매체에서 등장한다.

## 역사
제국주의 역사와 깊은 관련이 있으며, 모험 이야기는 주로 소년들을 대상으로 집필되어, 그들로 하여금 여행 중인 남성으로 자신을 상상하고 흥미진진한 액션을 경험하도록 유도하였다. 숀 심팩(Shawn Shimpach)은 다음과 같이 서술했다. “이러한 이야기의 과장된 주체가 되었거나 되어 가는 젊은 백인 남성들은 행동을 선호하는 성향을 통해 서사를 이끌어갔고, 용기, 기지, 타고난 능력을 바탕으로 폭력을 통해 갈등을 해결하였다. 이들은 각 이야기 속에서 자신들이 책임져야 할 세계의 미래를 보장하며 동시에 남성성을 입증하였다.”
20세기 초, 이러한 이야기들은 상업화되었고 영화로 ‘손쉽게 각색’되었다. 가장 초기의 액션 히어로 배우 중 한 명은 더글러스 페어뱅크스였다. 시카고 트리뷴에서 도널드 리벤슨은 “더글러스 페어뱅크스는 할리우드 최초의 본격적인 액션 히어로로, 그를 가장 돋보이게 만든 것은 바로 그가 출연한 의상극이며, 이들 작품을 통해 그는 스크린 역사상 가장 매력적인 검객으로 자리매김하였다”고 평했다. 페어뱅크스가 연기한 대표적인 액션 히어로 캐릭터 중 하나는 조로였으며, 마이클 스라고우는 이를 “영화 역사상 가장 영향력 있는 액션 캐릭터이자, 역대 가장 유쾌한 영화 속 전사”라고 평가하였다. 이후 페어뱅크스를 잇는 인물로는 에롤 플린이 있으며, 그는 1938년 영화 로빈 후드의 모험에서 로빈 후드 역할로 명성을 얻었다.
20세기 중반에 이르러 액션 장르는 “예상대로, 국경이나 문화, 국가적 제약에 구애받지 않으면서도 이에 철저히 부합하는, 세련되고 매력적인 주인공들이 이국적이고 짜릿한 모험을 펼치는 이야기들”로 채워졌다. 텔레비전이 대중화되면서 등장한 액션 히어로 중심의 프로그램으로는 슈퍼맨의 모험 (1952–1958), 어벤져스 (1961–1969), 더 세인트 (1962–1969), 0011 나폴레옹 솔로 (1964–1968), 배트맨 (1966–1968), 미션 임파서블 (1966–1973) 등이 있었다. 심팩은 이들 프로그램이 “도시 공간, 신기술, 패션, 그리고 자기 자신의 신체에 대한 탁월한 통제력을 보여주며, 직접적인 행동과 폭력을 통해 갈등을 해결하는 비범한(그러나 항상 진지하지만은 않은) 백인 남성들을 제시하였다”고 언급하였다.